# Бальдр
Бальдр (др.-сканд. Baldr), или Ба́льдер (исландское написание «Ба́льдур») — в германо-скандинавской мифологии один из асов, бог весны и света.
Бальдр подобен присутствующим в мифологии многих народов божествам умирающей и возрождающейся природы, покровительствующим земледелию или растительности в целом. Такие боги обычны для мифологии и религий народов, живущих или живших на территориях, для природы которых характерна сезонность. Исследователи связывали этот образ также с христианским влиянием, с представлениями о происхождении смерти и первой жертвы, с обрядами инициации, и с засвидетельствованным в Скандинавии ритуальным умерщвлением конунга для отвращения несчастья.

## Этимология
Древнескандинавский термин Baldr («храбрый, дерзкий»; «господин, принц») и его различные германские аналоги, включая древнеанглийский вариант Bældæg и древневерхненемецкий Balder (или Palter), вероятно, происходят от протогерманского слова Balðraz («герой, принц»; древнескандинавское mann-baldr: «великий человек»; древнеанглийское bealdor: «принц, герой»), которое, в свою очередь, происходит от balþaz, что означает «храбрый» (древнескандинавское ballr: «твёрдый, упрямый»; готское balþa:  «смелый, решительный»; древнеанглийское beald: «смелый, храбрый, уверенный»; старосаксонский bald: «доблестный, смелый»; древневерхненемецкий bald: «храбрый, отважный»).

## Мифологический сюжет
Бальдр — сын Одина и Фригг. Он так красив и чист душой, что от него исходит сияние. Бальдр — самый светлый среди асов, с его приходом на земле пробуждается жизнь, и всё становится краше. Обителью Бальдра является Брейдаблик (Breiðablik). 

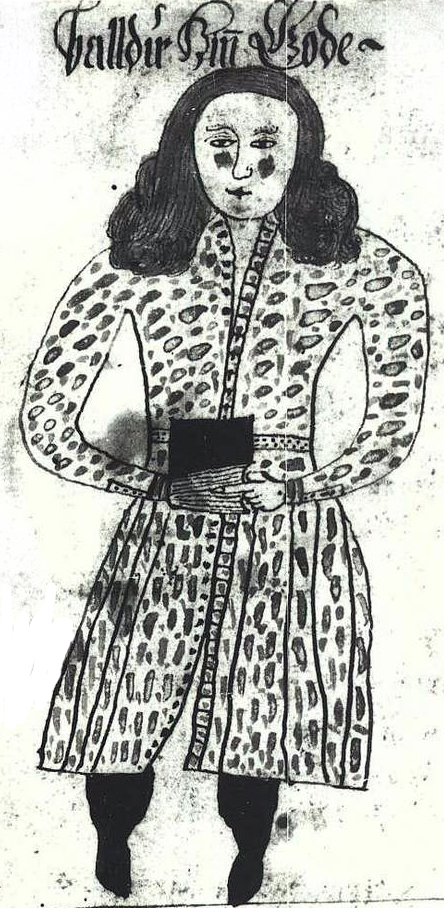
Бальдр. Рисунок из исландской рукописи 1680 года

Жена Бальдра — Нанна, их сын — Форсети.
Неожиданно юноше стали сниться зловещие сны, предвещавшие смерть. Обеспокоенный Один оседлал своего восьминогого жеребца Слейпнира и отправился в царство мёртвых. Колдунья-провидица поведала ему, что Бальдр погибнет от руки собственного брата, слепого бога Хёда. Опечаленный новостью, Один вернулся в Асгард. Мать Бальдра Фригг придумала как спасти его.
По легендам, Фригг взяла клятву с каждого металла, с каждого камня, с каждого растения, с каждого зверя, с каждой птицы и с каждой рыбы в том, что никто из них не причинит вреда Бальдру. Но Локи, узнав, что Фригг ещё не взяла клятвы с омелы (Mistlteinn — в буквальном переводе «Мглистый клинок»), сделал из этого растения дротик и хитростью заставил Хёда метнуть его в Бальдра. Дротик попал точно в сердце.

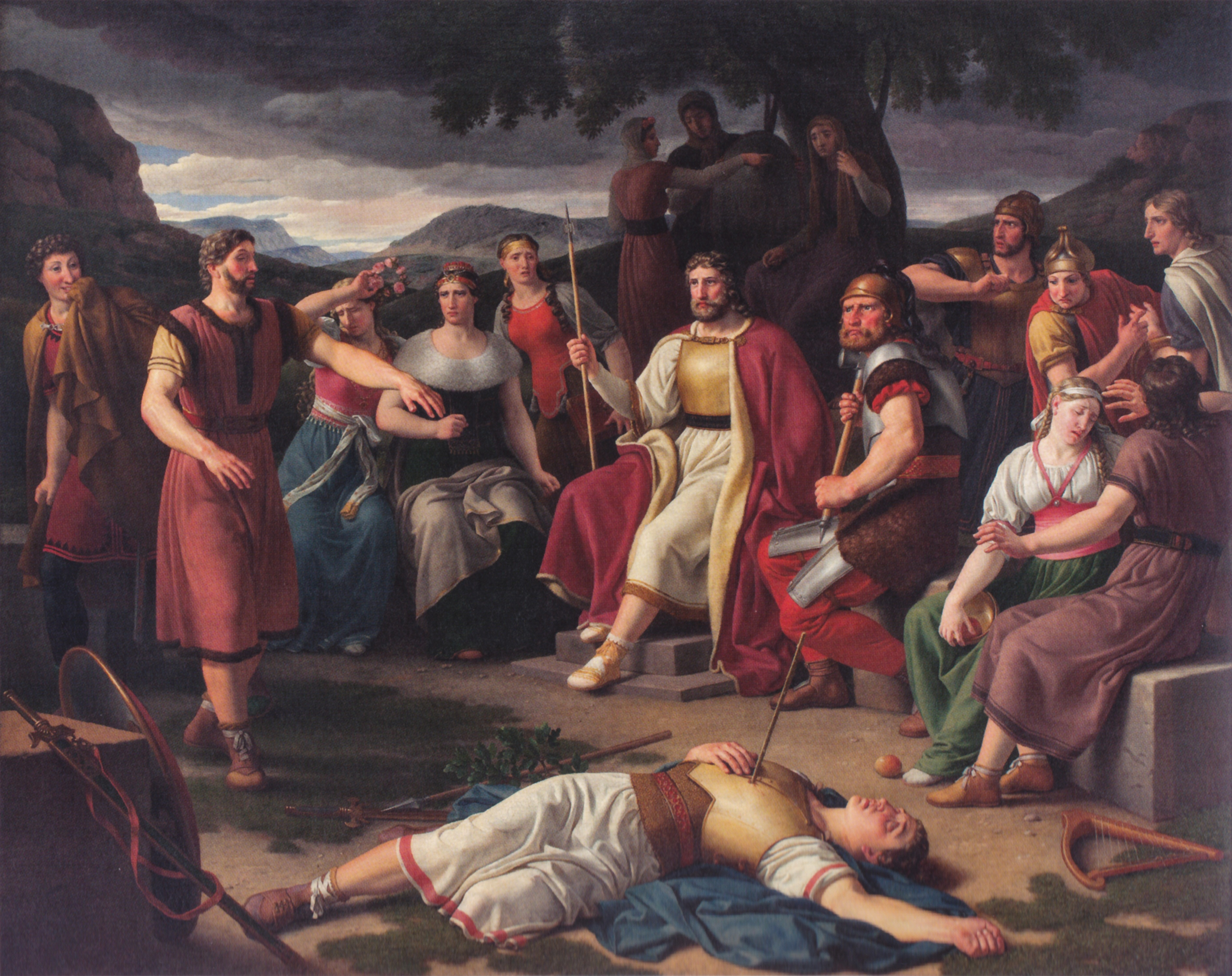
Кристоффер Эккерсберг. «Смерть Бальдра», 1817 г.

Посланник Одина Хермод отправился в царство мёртвых, чтобы предложить выкуп за брата. Хель, повелительница подземного королевства, сказала, что вернёт Бальдра к жизни, если весь мир будет о нём плакать. Асы разошлись в разные стороны, чтобы обойти весь мир, но им встретилась великанша Токк (в которую обратился Локи) и сказала, что она не будет плакать о Бальдре. Так Бальдр остался в царстве мёртвых.
Позже асы узнали, что дротик Хёду дал Локи, после чего тот был связан и помещен в пещеру, где он был заключен в цепи, а над головой его повесили ядовитую змею, из пасти которой постоянно капал яд. Этот яд попадал в миску, которую держала супруга Локи Сигюн. Когда миска наполнялась до краев, Сигюн опустошала её. Пока она не держала миску над лицом мужа, Локи корчился в мучениях от яда, попадающего на кожу (что, по мифам, являлось причиной землетрясений).
Смерть Бальдра привела к наступлению Фимбулвинтер. Скандинавы верили, что возрождение Бальдра произойдёт после дня Рагнарёк, когда из моря поднимется новая зелёная земля.

## Параллели в других мифологических системах
Образ Бальдра имеет параллели в индоарийской мифологии. Жорж Дюмезиль открыл схожесть мифа о Бальдре с сюжетом о Юдхиштхире из древнеиндийского эпоса «Махабхарата». В «Махабхарате» Дурьодхана (аналог Локи), используя слепого Дхритараштру (Хёд), вызывает Юдхиштхиру (Бальдр) на игру в кости, в которой, став жертвой мошенничества, Юдхиштхира проигрывает всё и отправляется в изгнание. Также аналогия в том, что и Бальдр, и Юдхиштхира в конце концов получают справедливое вознаграждение. По мнению Дюмезиля, образы Бальдра и Юдхиштхиры восходят ко времени индоевропейского единства как символы дружественности и безоговорочного доверия. Эти качества связывают их с богом Митрой.